# Josef Gingold
Josef Gingold (en ruso: Джозеф Гингольд, octubre 28 [OS 15 de octubre] 1909 - 11 de enero de 1995) fue un violinista clásico ruso de origen judío y maestro, que vivió casi toda su vida en los Estados Unidos. En el momento de su muerte, fue considerado uno de los maestros de violín más influyentes en los Estados Unidos con muchos estudiantes exitosos.

## Biografía
Gingold nació en Brest-Litovsk, Imperio ruso (ahora Brest, Bielorrusia), y en 1920 emigró a los Estados Unidos donde estudió violín con Vladimir Graffman en New York City. Luego se trasladó a Bélgica desde hace varios años para estudiar con el maestro violinista Eugène Ysaÿe. Él dio el estreno de Sonata tercera Ysaÿe para violín solo. En 1937, Gingold ganó un puesto en la Orquesta Sinfónica de la NBC, con Arturo Toscanini como director de orquesta, que luego se desempeñó como concertino (y solista ocasional) de la Orquesta Sinfónica de Detroit, y más tarde fue concertino de la Orquesta de Cleveland bajo la dirección de George Szell.
Gingold editado numerosos libros de técnica de violín y colecciones orquestales extracto. Fue profesor en la Escuela de la Universidad de Indiana Jacobs de la música durante más de treinta años, hasta su muerte en 1995. Sus alumnos incluyen Anne Shih, Joshua Bell, Shony Alex Braun, Andrés Cárdenes, Cerovsek Corey, Forough Cyrus, Fried Miriam, Endre Granat, Ulf Hoelscher, Hu Nai-yuan, Israelievitch Jacques, Leonidas Kavakos, Kim Chin, Lantz Ronald, Jaime Laredo , Joseph Silverstein, y Thompson Gwen.
Gingold fue uno de los fundadores del Concurso de Violín de Indianápolis cuatrienal. Era un Patrón Nacional de Omicron Delta, una fraternidad internacional de la música profesional.
Un retrato detallado de Josef Gingold literario está incluido en el libro, Quinteto, cinco viajes a la satisfacción musical, por David Blum (Cornell University Press, 1999). En un principio apareció como un artículo en el 4 de febrero de 1991 edición de The New Yorker.
Gingold murió en Bloomington, Indiana, en 1995.
- Datos: Q1356520